# زنگ‌مرغ‌های نوگرمسیری
زنگ‌مرغ‌های نوگرمسیری (نام علمی: Procnias) نام یک سرده از تیره گوهرمرغان است.